# Umar ibn al-Jattab
Umar ibn al-Jattab (en árabe: عُمَر بْن ٱلْخَطَّاب‎, romanizado: ˁUmar bin al-Jaṭṭāb; La Meca, 586 a 590-Medina, 7 de noviembre de 644) conocido como Omar y al-Faruq («el que distingue [lo bueno de lo malo]»), fue un gobernante y jurista musulmán, el segundo de los llamados califas ortodoxos, la primera serie de gobernantes que tuvo el Imperio islámico a la muerte del profeta Mahoma y antes del establecimiento del Califato omeya. 
Umar sucedió a Abu Bakr y gobernó entre 634 y 644. Es considerado como uno de los líderes más famosos, importantes e influyentes de la historia islámica, pese a que los chiitas no lo consideran como una figura digna de admiración. Se le llama históricamente Omar I, en contraste con el califa omeya Omar II.
Perteneció al clan Banu Adi, y fue responsable del arbitraje entre las tribus, hacia el 581. Combatió en un primer momento contra Mahoma y los fieles de la nueva religión, pero más tarde, en el año 615, se convirtió al islam. 
Umar llegó a ser uno de los compañeros y lugartenientes más fieles del profeta. Al igual que Abu Bakr, con quien también estaba estrechamente vinculado, era suegro de Mahoma, ya que este se casó con su hija Hafsa. Debido a su fuerte personalidad, un tema frecuentemente comentado en las fuentes, ganó una influenccia considerable. A la muerte del Profeta en 632, ayudó a Abu Bakr a ser elegido como sucesor, y a su vez Abu Bakr lo designó como su sucesor dos años después.
Durante su reinado, Umar expandió el califato con gran éxito, gobernando desde el Imperio Sasánida, hasta más de dos tercios del Imperio Bizantino. Se enfrentó a los sasánidas, logrando conquistar Persia en sólo dos años, entre 642 y 644. La tradición judía le atribuyó el permiso a los judíos para ingresar a Jerusalén en peregrinación, permitiéndoles adorar la ciudad. Fue asesinado el 7 de noviembre de 644 d. C.

## Biografía

Iconograma del nombre de ‘Umar ibn Al-Jattāb

Abu Hafs Omar ibn al-Jattab al-Adawi al-Qurashi nació probablemente en La Meca, entre 586 y 590, en las montañas que hoy se llaman Yabal Omar, en el hogar de una familia del clan Banu Adi, clan responsable de los asuntos de arbitraje entre las otras familias de la región.
Era hijo de Jattab ibn Nufayl, y su esposa Hantama bint Hisham, de la tribu de los Banu Majzum. 
Según la tradición islámica nació en el año del elefante, 13 años después del nacimiento del profeta Mahoma. Trabajó como pastor de los camellos de su padre en las llanuras cercanas a La Meca, quien además era conocido por su inteligencia, sobresaliendo entre sus coterráneos; el propio Umar afirmó que su padre lo trataba con severidad y crudeza. 
Umar aprendió lucha, hípica, y poesía, y también fue uno de los pocos en aprender a leer en su región, cosa extraña en esos días. Según la tradición era un hombre alto, vigoroso y un talentoso luchador. Sucedió a su padre en los asuntos del arbitraje en las tribus.
También frecuentaba los mercados de Okaz, Majnah y Dhi Al Majaz, donde aprendió sobre el comercio, convirtiéndose en un importante mercader, viajando a Roma y Persia, donde se convirtió en un erudito de la cultura romana. A pesar de su importancia en el comercio, no logró continuar con éxito. Se hizo aficionado al vino y a las mujeres antes de su conversión al islam.

## Durante la época de Mahoma

### Hostilidad inicial al islam
La tradición musulmana afirma que Umar era persecutor de los primeros musulmanes, puesto que él mismo adoraba ídolos, en abierta contradicción con los preceptos de Mahoma. Se sabe que amenazaba a los conversos de su región, logrando que abandonaran la nueva fe. Incluso llegó a conspirar para asesinar a Mahoma. Incentivó a sus seguidores a desear la muerte del profeta.
Con la persecución en vilo, Mahoma recomendó a sus seguidores emigrar a Abisinia, donde los primeros creyentes se asentaron.
En el año 610 Mahoma comenzó a predicar el mensaje del Islam. Sin embargo, como muchos otros en La Meca, Omar se opuso al islam e incluso amenazó con matar a Mahoma. Resolvió defender la religión politeísta tradicional de la Arabia. Fue inflexible y cruel al oponerse a Mahoma, y muy destacado en la persecución de musulmanes. Recomendó la muerte de Mahoma. Creía firmemente en la unidad de los Quraish y veía la nueva fe del Islam como una causa de división y discordia.
Debido a la persecución, Mahoma ordenó a algunos de sus seguidores que migrar a Abisinia. Cuando un pequeño grupo de musulmanes emigró, Omar se preocupó por la futura unidad de los Quraish y decidió hacer que Mahoma fuera asesinado.

### Conversión al islam
Omar se convirtió al Islam en el año 616, un año después de la migración a Abisinia.
La historia fue relatada en el Sīrah de Ibn Ishaq. En su camino para asesinar a Mahoma, Omar se encontró con su mejor amigo Nu'aim bin Abdullah, que se había convertido en secreto al islam pero no se lo había dicho a Omar. Cuando Omar le informó de que se había propuesto matar a Mahoma, Nu'aim dijo: "¡Por Dios, te has engañado, oh Omar! ¿Piensas que los Banu Abd al-Manaf te dejarían correr vivo una vez que hayas matado a su hijo Muhammad? ¿Por qué no vuelves a tu propia casa y al menos lo arreglas?"
Nu'aim al-Hakim le dijo que preguntara por su propia casa, donde su hermana y su marido se habían convertido al islam. Al llegar a su casa, Omar encontró a su hermana y a su cuñado Saíd bin Zaid (primo de Omar) recitando los versos del Corán de la sura Ta-Ha. Comenzó a discutir con su cuñado. Cuando su hermana vino a rescatar a su marido, también empezó a discutir con ella. Sin embargo, seguían diciendo "podéis matarnos pero no renunciaremos al Islam". Al oír estas palabras, Omar abofeteó tan fuerte a su hermana que ésta cayó al suelo sangrando por la boca. Cuando vio lo que le hizo a su hermana, se calmó por culpa y le pidió a su hermana que le diera lo que estaba recitando. Su hermana le contestó negativamente y le dijo: "Eres impuro, y ningún impuro puede tocar la Escritura". Él insistió, pero su hermana no estaba dispuesta a permitirle tocar las páginas si no se lavaba el cuerpo. Omar finalmente cedió. Se lavó el cuerpo y luego comenzó a leer los versos que eran: En verdad, Yo soy Alá: no hay más Dios que Yo; así que servidme (sólo) a Mí, y estableced una oración regular para mi recuerdo (Corán 20:14). Lloró y declaró: "Ciertamente esta es la palabra de Alá. Doy testimonio de que Muhammad es el Mensajero de Alá". Al oír esto, Jabbab salió del interior y dijo: "¡Oh, Omar! Buenas noticias para ti. Ayer Muhammad rezó a Alá, '¡Oh, Alá! Refuerza el Islam con Omar o con Abu Yahl, con quien quieras'. Parece que su oración ha sido respondida a tu favor".
Omar se dirigió entonces a Mahoma con la misma espada con la que pretendía matarlo y aceptó el islam delante de él y sus compañeros. Omar tenía 29 años cuando aceptó el islam.
Tras su conversión, Omar fue a informar al jefe de Quraish, Abu Yahl, sobre su aceptación del Islam.[cita requerida] Según un relato, a partir de entonces Omar rezó abiertamente en la Kaaba mientras los jefes de Quraish, Abu Yahl y Abu Sufyán, supuestamente observaban con ira. Esto ayudó aún más a los musulmanes a ganar confianza en la práctica del Islam abiertamente. En esta etapa Omar llegó a desafiar a cualquiera que se atreviera a impedir que los musulmanes rezaran, aunque nadie se atrevió a interferir con Omar cuando rezaba abiertamente.
La conversión de Omar al islam otorgó poder a los musulmanes y a la fe islámica en La Meca. Fue después de este acontecimiento que los musulmanes ofrecieron oraciones abiertamente en Masŷid al-Haram por primera vez. Abdullah Ibn Masud dijo:

 El hecho de que Umar abrazara el Islam fue nuestra victoria, su migración a Medina fue nuestro éxito, y su reinado una bendición de Alá. No ofrecimos oraciones en la mezquita de Al-Haram hasta que Umar aceptó el Islam. Cuando aceptó el Islam, los Quraysh se vieron obligados a dejarnos rezar en la Mezquita.

### Migración a Medina
En el año 622 d. C., debido a la seguridad que ofrecía Yathrib (más tarde rebautizada como Medīnat an-Nabī, o simplemente Medina), Mahoma ordenó a sus seguidores que emigraran a Medina. La mayoría de los musulmanes emigraron de noche por temor a la resistencia de los Quraish, pero se dice que Omar partió abiertamente durante el día diciendo: "Quien quiera dejar viuda a su mujer y huérfanos a sus hijos, que venga a encontrarse conmigo allí, detrás de ese acantilado". Omar emigró a Medina acompañado de su primo y cuñado Saeed ibn Zaid.

### La vida en Medina

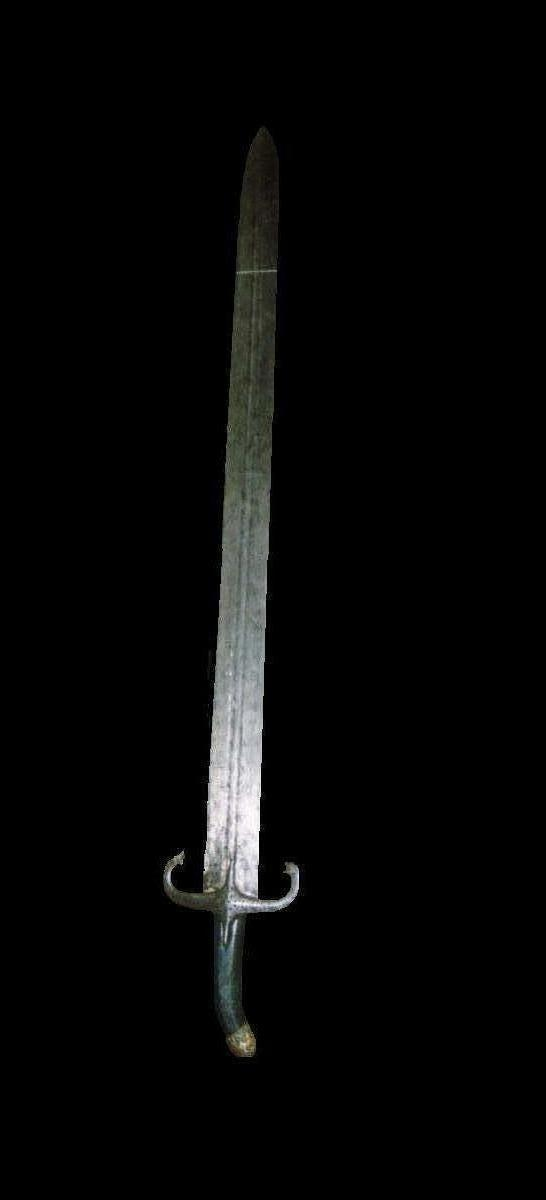
Espada de Ómar

Cuando Mahoma llegó a Medina, emparejó a cada inmigrante (Muhayir) con uno de los residentes de la ciudad (Ansari), uniendo a Muhammad ibn Maslamah con Ómar, haciéndolos hermanos en la fe. Más tarde, en el reinado de Ómar como califa, a Muhámmad ibn Muslamah se le asignaría el cargo de inspector jefe de la rendición de cuentas.
Los musulmanes permanecieron en paz en Medina durante aproximadamente un año antes de que los Quraish levantaran un ejército para atacarlos.
En el año 624 Ómar participó en la primera batalla entre musulmanes y Quraish de La Meca, es decir, la batalla de Badr. En el 625 participó en la batalla de Uhud. En la segunda fase de la batalla, cuando la caballería de Jálid ibn Walid atacó la retaguardia musulmana, cambiando las tornas de la batalla, se extendió el rumor de la muerte de Mahoma y muchos guerreros musulmanes fueron expulsados del campo de batalla, Ómar entre ellos. Sin embargo, al oír que Mahoma seguía vivo, se dirigió a Mahoma en la montaña de Uhud y se preparó para la defensa de la colina.
Más tarde en el año Ómar fue parte de una campaña contra la tribu judía de Banu Nadir.
En 625 la hija de Ómar Hafsah se casó con Muhammad.
Más tarde, en el año 627, participó en la batalla de la Trinchera y también en la batalla de Banu Qurayza. En el año 628 Ómar fue testigo del Tratado de Hudaybiyyah.
En el 628 luchó en la batalla de Jáybar. En el 629 Mahoma envió a Amr ibn al-A'as a Zaat-ul-Sallasal, tras lo cual, Mahoma envió a Abu Ubáidah ibn al-Yarrah con refuerzos, entre los que se encontraban Abu Bakr y Ómar, con lo que atacaron y derrotaron al enemigo.
En el año 630, cuando los ejércitos musulmanes se lanzaron a la conquista de La Meca, él formó parte de ese ejército. Más tarde, en el 630, luchó en la batalla de Hunayn y en el asedio de Ta'if. Formó parte del ejército musulmán que disputó la batalla de Tabouk bajo el mando de Mahoma y se dice que dio la mitad de su riqueza para la preparación de esta expedición. También participó en el Haŷŷ de despedida de Mahoma en el año 632.

### Califato
Una vez elegido califa, Úmar puso al nuevo estado en una base más firme. Los amigos del profeta insistieron en asignarle el nuevo título de Príncipe de los Creyentes (amir al-muminin) ya que se les hacía difícil pronunciar sucesor del sucesor del Profeta (califa del califa del Profeta). Umar continuó la campaña militar iniciada por Abu Bakr para expandir el califato fuera de Arabia, enfrentándose contra el Imperio Bizantino y contra el Imperio Sasánida de Persia. Bajo su gobierno, Siria (636), Irak (637), Egipto (639-642) e Irán occidental (641-643) quedaron todos bajo control musulmán, una transformación que alteró inmensamente la naturaleza del estado. Se lanzó a la conquista del Mediterráneo oriental, sentando las bases del imperio islámico que sus sucesores extenderían. 
Venció primero al Emperador bizantino Heraclio, que había organizado un ejército para recuperar Siria, en la batalla de Yarmuk (636). La derrota fue tal que Constantinopla no pudo reconstruir un ejército que impidiese la conquista de la provincia de Palestina en el año 638, ni posteriormente la provincia de Egipto en 642. Ómar se volvió entonces contra el Imperio Sasánida, gobernado por Yazdgerd III, que preparaba ese mismo año una enorme ofensiva para recuperar el territorio de Irak, en un acontecimiento que se conoce como la batalla de Nihavand o Nahavand (642). La derrota de los persas fue total. Perseguido por los ejércitos árabes, el rey Yazdgerd inició su huida hacia la región de la India, lo que permitió la invasión y conquista de todo el Imperio.
En todos los territorios conquistados mantuvo las estructuras administrativas existentes y no intentó acabar con las creencias religiosas de sus habitantes, entre otras cosas porque puso a los no musulmanes bajo el estatuto de dimmíes o "protegidos", lo que les obligaba a pagar un impuesto específico que proporcionaba importantes ingresos al Estado islámico, por otro lado, los musulmanes tenían que pagar la zakat que es un impuesto más alto ya que se trata de un porcentaje según la riqueza, al mismo tiempo es un acto de adoración. Sus tropas eran mantenidas en un cierto aislamiento de la población en los lugares conquistados y las pagaba con el botín obtenido.
A nivel interno, organizó el estado sobre un territorio mucho más grande, fundó nuevas ciudades y distribuyó oficios más ampliamente entre las numerosas tribus árabes, alejándose de esta manera del favoritismo que Abu Bakr había mostrado hacia los Quraysh.
Ómar fue el primer califa que ostentó el título de Príncipe de los creyentes (أمير المؤمنين amīr al-mu'minīn).  (Según los musulmanes) Instituyó la era de la Hégira, por la que se rige el calendario islámico, con inicio el 16 de julio del año 622. También mandó construir la famosa Cúpula de la Roca en Jerusalén, alrededor de la roca desde la que, según la tradición, Mahoma ascendió al cielo.

### Asesinato
Umar murió asesinado el 3 de noviembre de 644 en la mezquita de Medina (capital del Estado) durante la oración de la mañana por un esclavo persa llamado Piruz Nahavandi (conocido también como Abu Lulu). Los motivos del asesinato no son claros. Una posible explicación fue que ocurrió en respuesta a la conquista musulmana de Persia. El asesinato fue planeado meses antes. En octubre de 644 Umar emprendió un Hach a La Meca, durante el cual los asesinos declararon la muerte inminente de Umar ese año y la multitud inmensa de la congregación fue usada por los conspiradores para ocultarse. Durante uno de los rituales del Hach, el Ramy al-Yamarat (la lapidación del diablo), alguien le lanzó una piedra a Umar que le hirió la cabeza, y una voz se escuchó diciendo que Umar no habría de asistir al Hach nunca más.
El esclavo persa Piruz Nahavandi (conocido también com Abu Lulu) le llevó a Umar una queja por el alto impuesto que le exigía su amo Mughirah. Umar le escribió a Mughirah preguntando por el impuesto y, aunque la respuesta de Mughirah fue satisfactoria, Umar consideró que el impuesto a Abu Lulu era razonable, debido a sus ingresos diarios. Se dice que Umar le preguntó a Abu Luluː "He escuchado que haces molinos de viento. Haz uno para mí también." De ánimo huraño, Piruz le dijo, "En verdad haré un molino así para ti, uno que recordará el mundo entero."
Fue Piruz a quien se le asignó la misión de asesinar a Umar. De acuerdo con el plan, antes de las oraciones del Faŷr (las oraciones matutinas antes del amanecer) Piruz entraría a Al-Masŷid al-Nabawi, la mezquita principal de Medina donde Umar dirigía las oraciones y lo atacaría durante éstas, para luego escapar o mezclarse con la congregación en la mezquita. 
El 31 de octubre de 644, Piruz atacó a Umar mientras dirigía las oraciones matutinas, apuñalándole seis veces en el estómago y finalmente en el ombligo, herida que sería letal. Mientras Umar se desangraba, Piruz intentó escapar pero gente de todos los costados se lanzó en su captura. Se reportó que en sus esfuerzos por escapar hirió a otras doce personas, seis o nueve de las cuales murieron después, antes de suicidarse con su propio cuchillo. Umar murió tres días después, el miércoles 3 de noviembre de 644 (26 de Dhū ul-Ḥiŷŷa de 23 AH). Como había solicitado, fue sepultado junto a la mezquita de Al-Masŷid al-Nabawi, junto a Mahoma y al califa Abu Bakr, con permiso de Aisha.
Como sucesor de Umar fue elegido Uthmán ibn Affán.

### Consecuencias
En su lecho de muerte, Omar vaciló sobre su sucesión. Sin embargo, se ha informado de que dijo que si Abu Ubaidah ibn al-Jarrah, Jalid ibn Walid o Salim, el mawla y esclavo persa liberado, estuvieran vivos habría designado a uno de ellos como su sucesor.[cita requerida] Omar finalmente nombró un comité de seis personas para elegir un califa de entre ellos: Abd ur-Rahman bin Awf, Saad ibn Abi Waqqas, Talha ibn Ubaidullah, Uthmán ibn Affán, Ali ibn Abi Tálib y Zubayr ibn al-Awwam.
Los seis están entre las diez personas a las que se les promete el paraíso según los suníes. El único de los "famosos diez" que quedó fuera del comité y que seguía vivo en ese momento fue Sa‘id ibn Zaid, el primo y cuñado de Omar. Fue excluido por ser pariente de sangre y de la misma tribu que Omar. Omar tenía una política de no nombrar a nadie relacionado con él a una posición de autoridad, incluso si estaban calificados por sus normas.
Omar designó una banda de cincuenta soldados armados para proteger la casa donde se desarrollaba la reunión.
Hasta el nombramiento del siguiente califa, Omar designó a un notable Sahabi y mawla, Suhayb ar-Rumi (Suhayb el Romano), como califa interino.
Mientras se llevaba a cabo la reunión para la selección de un califa, Abd ur-Rahman ibn Abu Bakr y Abd ur-Rahman bin Awf revelaron haber visto la daga utilizada por Piruz, el asesino de Omar. Una noche antes del asesinato de Omar, informó Abd ur-Rahman bin Awf, vio a Hurmuzan, Jafina y Abu Lulu, mientras discutían sospechosamente sobre algo. Sorprendido por su presencia, cayó la daga; era la misma daga de dos caras utilizada en el asesinato. Abd ur-Rahman ibn Abu Bakr, hijo del difunto califa Abu Bakr, confirmó que, unos días antes del asesinato de Omar, vio esta daga en posesión de Hurmuzan. Tras esta revelación, parecía claro que había sido planeado por los persas residentes en Medina. Enfurecido por esto, el hijo menor de Omar Ubaidullah ibn Umar trató de matar a todos los persas en Medina.[cita requerida] Mató a Hurmuzan, a Jafinah y a la hija del asesino de Omar, Abu Lulu, que se cree que era musulmana. Ubaidullah fue interceptado por la gente de Medina, que le impidió continuar la masacre. [Se dice que Amr ibn al-Aas lo interceptó y lo convenció de que entregara su espada. El asesinato de Jafinah enfureció a Saad ibn Abi Waqqas, su hermano adoptivo, y atacó a Ubaidullah ibn Umar; de nuevo intervinieron los compañeros. Cuando Omar fue informado del incidente, ordenó que Ubaidullah fuera encarcelado y que el siguiente califa decidiera su destino.
Omar murió el 3 de noviembre de 644; el 7 de noviembre Uthman le sucedió como califa. Tras prolongadas negociaciones, el tribunal decidió dar dinero de sangre a las víctimas, y liberó a Ubaidullah, el hijo de Omar, con el argumento de que, tras la tragedia del asesinato de Omar, la gente se enfurecería aún más con la ejecución de su hijo al día siguiente.

## Era de Abu Bakr
Debido a la delicada situación política en Arabia, Omar se opuso inicialmente a las operaciones militares contra las tribus rebeldes de allí, con la esperanza de obtener su apoyo en caso de una invasión de los romanos o los persas. Sin embargo, más tarde estuvo de acuerdo con la estrategia de Abu Bakr de aplastar la rebelión por la fuerza. A finales del año 632 d. C., Jalid ibn Walid había logrado unir Arabia después de obtener victorias consecutivas contra los rebeldes. Durante su propio reinado más tarde, Omar adoptaría sobre todo la política de evitar las guerras y consolidar su poder en las tierras incorporadas en lugar de expandir su imperio a través de la guerra continua.
Omar aconsejó a Abu Bakr que recopilara el Corán en forma de libro después de que 300 huffāẓ (memorizadores) del Corán murieran en la Batalla de Yamamah.